# Любовь и смерть (фильм, 1975)
«Любовь и смерть» (англ. Love and Death) — сатирическая кинокомедия Вуди Аллена 1975 года, сюжет которой пародирует русские эпические романы и их многочисленные экранизации. Главные роли исполнили сам Аллен и Дайан Китон. Фильм участвовал в основном конкурсе Берлинского кинофестиваля и получил приз UNICRIT Award.

## Сюжет
Фильм начинается с рассказа главного героя, Бориса Дмитриевича Грушенко (Вуди Аллен), сидящего в тюрьме в ожидании смертной казни. Он вспоминает своё детство, семью, своих родителей, братьев Ивана и Николая. Его отец владеет маленьким куском земли, который постоянно носит с собой, а мать печёт великолепные блины. Бориса с детства волнуют вопросы о смысле жизни и о существовании Бога. Гуляя по лесу, он встречает видение — Смерть в виде безликой фигуры в белых одеждах, с косой в руке. На все вопросы Бориса о загробном мире и Боге Смерть отвечает, что он интересный мальчик и что они ещё встретятся.
Борис вырастает и влюбляется в свою двоюродную сестру Соню (Дайан Китон), с которой ведёт философско-теологические дискуссии, уверяя её, что Бога нет и что жизнь не имеет смысла. Соне делают предложение восьмидесятилетний Сергей Иванович Минсков и богатый торговец селёдкой Леонид Восковец. Соня объявляет Борису, что она влюблена в его брата Ивана, пьяницу, картёжника и дурака.
Когда приходит известие, что Наполеон напал на Австрию, пацифист Борис трусливо отказывается от военной службы, но родители и братья заставляют его пойти на войну. Перед отъездом трёх братьев в действующую армию Иван делает предложение Анне Ивановой, и возмущённая Соня сначала принимает предложение Минскова, но когда тот внезапно умирает на месте от разрыва сердца, становится женой торговца селёдкой. Соня терпеть не может мужа и постоянно изменяет ему.
В военном лагере Борис оказывается одним из самых плохих солдат — то у него ружьё разваливается в руках, то он не может вынуть из ножен саблю и т. п. Перед отправкой на войну он получает отпуск, едет в Санкт-Петербург и посещает оперу, где видит недавно овдовевшую графиню Александрову в сопровождении её любовника Антона Ивановича Лебедкова. Борис обменивается с ней многозначительными взглядами, потом графиня приглашает его в гости на чашку чая, но раздражённый Лебедков угрожает Борису. В театре Борис встречает Соню, которая жалуется ему на несчастную семейную жизнь и рассказывает о своих многочисленных любовниках.
Борис идёт на войну и участвует в большом сражении. Когда после битвы он хоронит убитых солдат, к нему подходит мёртвый Владимир Максимович с пулевым отверстием во лбу, просит передать обручальное кольцо ювелиру в Смоленске, получить залог в размере 1600 рублей и вручить деньги под расписку Наталье Петровне в Киеве. Между тем муж Сони гибнет в результате несчастного случая — он чистит заряженный пистолет, готовясь к дуэли с турецким кавалеристом, оскорбившим честь Сони, и пистолет стреляет ему прямо в сердце.
Полк Бориса разбит, Борис оказывается на вражеской территории и засыпает, забравшись в жерло пушки. Во время боя пушка стреляет, Борис летит по воздуху, врезается в палатку с французскими генералами, которая взрывается, и генералы погибают. Борис становится героем, его брат Иван гибнет на войне, пронзённый штыком польского уклониста. Овдовевшая Анна передаёт Соне имущество покойного Ивана — его усы, бечёвку и гласные буквы его писем, оставляя себе согласные.
Увешанный наградами Борис встречается с графиней Александровой, она приглашает его к себе в гости в полночь, и они проводят бурную ночь, после которой мебель в комнате перевёрнута вверх дном. Антон Лебедков встречает Бориса на улице, даёт ему пощёчину и вызывает на дуэль. Накануне дуэли Борис признаётся Соне в любви и просит дать обещание выйти за него замуж, если он не будет убит. Чтобы утешить Бориса, Соня даёт обещание и проводит с ним ночь любви.
На дуэли Лебедков стреляет первым и ранит Бориса в руку. Борис стреляет в воздух, пуля падает вниз и ранит его в другую руку. Поражённый благородством Бориса, Лебедков обещает начать новую праведную жизнь, воцерковиться и посвятить себя пению. Соня выходит за Бориса замуж и живёт с ним в его имении. Сначала она не любит его, постоянно раздражается и не подпускает Бориса к себе, но постепенно он завоёвывает её сердце и они живут в любви и гармонии.
Внезапно Борис чувствует внутреннюю пустоту и думает о самоубийстве. Во время прогулки он опять видит Смерть, уводящую за собой виноторговца Кропоткина и его любовницу. Соня просит совета у отца Андрея, православного старца с невероятно длинной бородой, но он только просит передать Борису, что самое лучшее в жизни — двенадцатилетние блондинки. Борис хочет повеситься, но его удерживает от самоубийства любовь к Соне и желание заняться с ней оральным сексом.
Борис пробует писать стихи, но они выходят слишком сентиментальными. Они с женой заводят дружбу с деревенским дурачком Бердиковым, которого Соня кормит печеньем, и ждут появления их собственного ребёнка. Но Наполеон нападает на Россию, и все их планы рушатся. Борис предлагает спасаться бегством, а Соня — убить Наполеона. Сначала Борис отвергает идею убийства по морально-этическим соображением, но после горячей дискуссии Соня всё-таки убеждает его.
Супруги отправляются в Москву, оккупированную французами, подвезя с собой дурачка Бердикова, который едет в Минск на всероссийский съезд деревенских идиотов. В придорожном трактире они встречают испанского аристократа дона Франсиско и его сестру, которые едут на встречу с Наполеоном Бонапартом. Борис и Соня заманивают дона Франсиско за угол, оглушают его ударом бутылки по голове и едут на приём к Наполеону под видом дона Франсиско и его сестры. Между тем приближённый императора Сидней Аппельбаум готовит заговор, чтобы не допустить союза с Испанией и заключить союз с Австрией — он подменяет Наполеона двойником и собирается убить дона Франсиско.
Соня кокетничает с Наполеоном, заманивает его в отдельную комнату, где прячется Борис с пистолетом. Наполеон замечает Бориса и пытается отнять у него пистолет, Соня оглушает императора бутылкой шампанского, но ни Борис, ни Соня не решаются застрелить Наполеона, мучаясь и споря друг с другом о моральном выборе и праве на убийство. Соня бежит приготовить коляску для бегства, Борис возвращается в комнату, чтобы убить Наполеона, но вдруг из шкафа высовывается человек и стреляет в лежащего на полу императора, который оказывается двойником.
Бориса хватают французы и бросают в тюрьму, Соне удаётся бежать. В тюрьме Бориса навещает отец, рассказывает о молодом человеке по фамилии Раскольников, который убил двух женщин, и демонстрирует микроскопический домик, построенный на своём куске земли. В ночь перед казнью Борису является ангел и говорит, что казнь в последнюю минуту будет отменена. Борис радуется и обретает веру в Бога.
Когда главного героя выводят на расстрел, он ведёт себя весьма самоуверенно до самой последней секунды. Потом Борис и Смерть с косой появляются перед Соней, Борис объявляет, что его обманули, он мёртв, и удаляется вместе со Смертью по длинной аллее, приплясывая под музыку в русском народном стиле.

## Стилистика
Фильм в гротескной форме пародирует русскую классическую литературу, особенно романы Толстого и Достоевского. Персонажи постоянно вступают в философские дискуссии и разражаются длинными поэтическими монологами, мучаются «проклятыми» экзистенциальными вопросами. Разговор Бориса с отцом в тюрьме полностью состоит из названий романов Достоевского. Соответствующий русский колорит придаёт фильму музыка Сергея Прокофьева, особенно тема «Тройка» из фильма «Поручик Киже». В сцене сражения звучит музыкальная тема из фильма «Александр Невский».
Фильм изобилует комическими анахронизмами, например, в военном лагере Бориса муштрует инструктор афроамериканец, на поле боя разносчик торгует блинами и т. п.

## В ролях
- Вуди Аллен — Борис Грушенко
- Дайан Китон — Соня
- Георг Адет — старый Нехамкин
- Феодор Аткин — Михаил
- Джеймс Толкан — Наполеон I
- Жак Берар — генерал Лекок
- Джессика Харпер — Наташа
- Ольга Жорж-Пико — графиня Александрова
- Генри Кутет — Минсков
- Ив Барсак — Римский
- Брайан Кобурн — Димитрий
- Тони Джей — Владимир Максимович